# Pardosa birabeni
Pardosa birabeni este o specie de păianjeni din genul Pardosa, familia Lycosidae, descrisă de Mello-leitão, 1938. Conform Catalogue of Life specia Pardosa birabeni nu are subspecii cunoscute.